# Гуаякиль (залив)
Гуаяки́ль (исп. Golfo de Guayaquil) — залив Тихого океана у западного побережья Южной Америки (Эквадор и Перу).
Залив вдаётся в материк на 115 км, ширина у входа составляет 160 км, глубина достигает 200 м. На берегах расположены предприятия нефтегазодобывающей промышленности. Приливы полусуточные, их средняя величина составляет 4,4 м. В залив впадает река Гуаяс, в низовьях которой расположен доступный для морских судов порт Гуаякиль.